# Psylla fatsiae
Psylla fatsiae är en insektsart som beskrevs av Jensen 1957. Psylla fatsiae ingår i släktet Psylla och familjen rundbladloppor. Inga underarter finns listade i Catalogue of Life.